# Каменно-Бродский сельсовет
Каменно-Бродский сельсовет — сельское поселение в Иссинском районе Пензенской области Российской Федерации.
Административный центр — село Каменный Брод.

## История
Статус и границы сельского поселения установлены Законом Пензенской области от 2 ноября 2004 года № 690-ЗПО «О границах муниципальных образований Пензенской области».

## Население
| 2002  | 2010  | 2012  | 2013  | 2014  | 2015  | 2016  |
| ----- | ----- | ----- | ----- | ----- | ----- | ----- |
| 1414  | ↘1214 | ↘1178 | ↘1139 | ↘1094 | ↘1073 | ↘1044 |
| 2017  | 2018  | 2021  |       |       |       |       |
| ↘1023 | →1023 | ↘774  |       |       |       |       |

## Состав сельского поселения
| №  | Населённый пункт  | Тип населённого пункта       | Население |
| -- | ----------------- | ---------------------------- | --------- |
| 1  | Верхняя Салмовка  | село                         | ↘239      |
| 2  | Губарево          | село                         | ↘15       |
| 3  | Каменный Брод     | село, административный центр | ↘399      |
| 4  | Кильмаевка        | село                         | ↘69       |
| 5  | Лоховщино         | деревня                      | 0         |
| 6  | Мишино            | село                         | ↘30       |
| 7  | Новоархангельское | деревня                      | 45        |
| 8  | Новотрехсвятское  | село                         | ↗227      |
| 9  | Плетневка         | село                         | ↘24       |
| 10 | Старотрехсвятское | село                         | ↘35       |
| 11 | Украинцево        | село                         | ↗131      |
| 12 | Шишовые Выселки   | посёлок                      | 0         |